# Charactosuchus
Charactosuchus es un género extinto de crocodiliano. Fue asignado a la familia Crocodylidae en  1988. Especímenes de este género se han hallado en Colombia, Brasil, Jamaica, y posiblemente Florida y Carolina del Sur (EE. UU.). Tenía una apariencia general similar a la de un gavial, con un hocico largo y estrecho, si bien se supone que a pesar de ello no estaba relacionado directamente a los gaviales, sino que estaba más cercanamente emparentado a los cocodrilos modernos, aunque su asignación precisa depende de la controversia sobre la relación de la subfamilia Tomistominae (que incluye al moderno falso gavial, Tomistoma) dentro del orden Crocodylia.

## Especies
La especie tipo, C. fieldsi, fue hallada en la formación Villavieja de Colombia, datando de mediados del Mioceno. También se ha registrado en la formación Solimões en el estado de Acre, Brasil, junto a la especie C. sansoai, C. fisheri, y C. mendesi (originalmente asignado a Brasilosuchus). En 1969, una mandíbula inferior de un crocodiliano que databa del piso Lutetiano del período Eoceno fue encontrado en Saint James Parish, Jamaica, y fue descrito como perteneciente a una nueva especie de Charactosuchus nombrada como C. kugleri. No obstante, esta especie podría ser considerada sinónimo de Dollosuchus, de acuerdo con investigaciones recientes. Dientes aislados que se han considerado pertenecientes al género se han hallado en Florida y Carolina del Sur, y son de principios del Plioceno. Esto se ha considerado evidencia del Gran Intercambio Biótico Americano, con el género apareciendo inicialmente en Norteamérica y luego migrando a Colombia y Brasil. Pero esta teoría ya no es muy aceptada, aunque la presencia de  Charactosuchus en Jamaica bien podría sugerir un origen europeo, lo que implicaría una migración a través de los puentes terrestres de De Geer o de Thule.